# Bartłomiej Domalik
Bartłomiej Domalik, pseudonim Balboa (ur. 27 lutego 1994 w Spytkowicach) – polski kick-bokser formuły low kick i formuły K-1 oraz bokser walczący na gołe pięści. Dwukrotny Mistrz Polski w formule low kick z lat 2017 i 2018. Uczestnik Mistrzostw Świata i Europy także w tej samej formule. Zwycięzca trzeciego turnieju walk na gołe pięści federacji Gromdy oraz zwycięzca wielkiego finału Gromdy o wartości 100 tys zł, a także były międzynarodowy mistrz Gromdy. Członek Kadry Narodowej Polskiego Związku Kickboxingu (PZKB).

## Życiorys
W młodych latach dużo grał w piłkę nożną i jeździł na rowerze. Natomiast sporty walki takie jak kick-boxing zaczął trenować dopiero w wieku 18 lat, kiedy to dostał od starszej siostry pierwszy worek bokserski i rękawice.
Przez wiele lat trenował w klubie Jarosz Fight Club w Rabce-Zdroju pod okiem trenera Łukasza Jarosza. Związany był także z Nowotarskim Klubem Sportów Walki. Aktualnie trenuje w klubie DKB Dzierzoniów pod okiem Piotra Wilczewskiego.

## Kariera kick-bokserska

### K-1
Pierwszy zawodowy pojedynek kick-bokserski stoczył 5 kwietnia 2014 roku w Budzowie, gdzie podczas gali Battle of Warriors Extra przegrał przez jednogłośną decyzją sędziowską z Filipem Bieniasiem.
Następną walkę stoczył po dziesięciu miesiącach na drugiej gali Battle of Warriors Extra. Tym razem zwycięsko wychodząc ze starcia z Kacprem Urbańczykiem.
W dniach 28-29 marca 2015 roku w Ożarowie Mazowieckim podczas Pucharu Polski Seniorów na zasadach K-1 zajął 3. miejsce w kategorii wagowej do 75 kg.
22 sierpnia 2015 podczas gali Battle of Warriors III: Górale vs. Reszta Polski uległ jednogłośną decyzją sędziowską Bartłomiejowi Frycowi. Niecały rok później podczas wydarzenia Battle of Warriors IV: Polska vs. Słowacja zdobył międzynarodowy pas organizacji Battle of Warriors K-1 w limicie wagowym do 75 kg.
13 kwietnia 2019 w Budzowie podczas Battle of Warriors Extra 3 zdobył ponownie pas federacji Battle of Warriors, jednak tym razem w wyższej kategorii do 81 kg.
20 września 2019 podczas gali HFO Spartan Night zremisował pojedynek z Mateuszem Kubiszynem po czwartej, dodatkowej rundzie.
13 czerwca 2020 na HFO: Aim High pokonał po większościowej decyzji sędziowskiej Tomasza Koniecznego.

### Low kick
Na Mistrzostwach Polski Low-kick 2017, które odbyły się w kwietniu w Nowym Targu na Podhalu zdobył złoty medal w wadze junior półciężkiej do 81 kg, pokonując w finale Piotra Sokoła z klubu Ring Kraków, tym samym zostając mistrzem Polski.
Podczas Bestfighter Kickboxing WAKO World Cup 2017, czyli Pucharu Świata WAKO w Kickboxingu, które odbyło się w dniach od 15 do 18 czerwca we włoskim Rimini sięgnął po srebro w kategorii do 81 kg (formuła low kick).
W kwietniu 2018 na Mistrzostwach Polski Seniorów w kick-boxingu low-kick odbywających się w Legnicy, w których zmierzyło się ponad 300 zawodników z całej Polski zdobył po raz drugi złoty medal, broniąc tytułu Mistrza Polski sprzed roku. Domalik stoczył trzy walki, dwie pierwsze wygrał przed czasem, natomiast finałową walkę wygrał spektakularnie, jednogłośnie na punkty decyzją sędziów (3:0) z utytułowanym zawodnikiem z Nowego Sącza, Marcinem Mazurkiewiczem.

## Kariera boksu na gołe pięści
Debiut w formule boksu na gołe pięści odnotował 7 maja 2021 roku podczas gali Gromda 5. Domalik na tym wydarzeniu wziął udział w III numerowanym turnieju Gromdy, gdzie stoczył trzy zwycięskie walki. Najpierw w ćwierćfinale znokautował w pierwszej rundzie Michała „Boykę” Walczaka (prawy sierpowy). Następnie w półfinale przez RTD tzw. poddanie narożnika pokonał Mariusza „Mario” Kruczka, który pod koniec pierwszej rundy doznał kontuzji nogi, w wyniku czego nie był zdolny kontynuować tego starcia. Zaś w finale „Balboa” pokonał ponownie przez RTD, Patryka „Glebę” Tołkaczewskiego, jednak tym razem w wyniku urazu rozcięcia przy oku u rywala.
10 grudnia 2021 podczas walki wieczoru gali Gromda 7 spotkał się z Dawidem „Maximusem” Żółtaszkiem. Pojedynek ten był wielkim finałem turnieju nr III, który w puli posiadał dla zwycięzcy 100 tys zł. Walkę w drugiej rundzie oraz cały finał tego turnieju wygrał przez RTD (poddanie przez narożnik).
10 czerwca 2022 w głównej walce gali Gromda 9 zawalczył z Anglikiem, Markiem „The Hand of” Godbeerem o pas międzynarodowego mistrza Gromdy. Domalik zwyciężył przez TKO w drugiej rundzie, zostając tym samym pierwszym w historii mistrzem Gromdy.
2 grudnia 2022 na Gromdzie 11 pokonał Łukasza „Goata” Parobca przez RTD - niezdolność rywala do kontynuowania walki, w piątej rundzie. Pojedynek ten był tzw. eliminatorem do walki o pas pełnoprawnego mistrza Gromdy.
26 maja 2023 podczas Gromda 13 przegrał po raz pierwszy walkę w tej formule, ulegając przez RTD - poddanie przez narożnik, nowemu mistrzowi Mateuszowi „Don Diego” Kubiszynowi w ostatniej nielimitowanej czasowo rundzie.
1 grudnia 2023 na Gromda 15: Podziemny krąg zawalczył z Duńczykiem znanym m.in. z walk na gołe pięści dla federacji King Of The Streets, Simonem „Savage’em” Henriksenem. Domalik powrócił na zwycięską ścieżkę, nokautując rywala w niecałą minutę rundy pierwszej.
31 maja 2024 podczas walki wieczoru gali Gromda 17: Vabank zawalczył w rewanżowym starciu z Mateuszem „Don Diego” Kubiszynem, o jego pełnoprawny pas mistrzowski. Domalik ponownie przegrał, zostając znokautowanym przez Kubiszyna pod koniec czwartej rundy.
Po siedmiu miesiącach powrócił do ringu na gali Gromda 19: Porachunki, która odbyła się 13 grudnia 2024. Jego przeciwnikiem został Paweł „Gorilla” Werszynin. Domalik mimo problemów w pierwszej rundzie, ostatetecznie znokautował rywala w drugiej odsłonie.
30 maja 2025 na gali Gromda 21: Polska siła, zawalczył z byłym pretendentem do tytułu mistrzowskiego Gromdy, Wasylem Hałyczem. Domalik pokonał Ukraińca w drugiej rundzie przez nokaut.

## Osiągnięcia

### Kick-boxing
- 2015: Puchar Polski w kategorii seniorów i juniorów w formule K-1, kat. wag. 75 kg, (Ożarów Mazowiecki) – 3. miejsce[39][17].
- 2016: Międzynarodowy mistrz Battle of Warriors w formule K-1, kat. wag. 75 kg, (Rabka-Zdrój)[19].
- 2017: Mistrzostwa Polski w kickboxingu w formule low kick, kat. wag. 81 kg, (Nowy Targ) – 1. miejsce[3].
- 2017: Bestfighter Kickboxing WAKO World Cup 2017 w formule low kick, kat. wag. 81 kg, (Rimini) – 2. miejsce[23][24].
- 2018: 24th Hungarian Kickboxing World Cup 2018 w formule low kick, kat. wag. 81 kg, (Budapeszt) – 3. miejsce[40].
- 2018: Mistrzostwa Polski Seniorów w kickboxingu w formule low kick, kat. wag. 81 kg, (Legnica) – 1. miejsce[41][4].
- 2019: Międzynarodowy mistrz Battle of Warriors w formule K-1, kat. wag. 81 kg, (Budzów)[42][43].

### Boks na gołe pięści
- 2021: Zwycięzca turnieju nr 3 Gromda, kat. wag. otwarta, (Pionki))[5].
- 2021: Zwycięzca wielkiego finału turnieju nr 3 Gromda, kat. wag. otwarta, (Pionki)[6].
- 2022-2024: Międzynarodowy mistrz federacji Gromda, kat. wag. otwarta, (Pionki)[7].

## Lista zawodowych walk w kick-boxingu formuły K-1
| Wynik     | Bilans | Przeciwnik (bilans przed walką) | Rozstrzygnięcie          | Runda | Czas | Rozgrywki                                        | Data       | Miejsce      | Uwagi                                                                                |
| --------- | ------ | ------------------------------- | ------------------------ | ----- | ---- | ------------------------------------------------ | ---------- | ------------ | ------------------------------------------------------------------------------------ |
| Wygrana   | 5-4-1  | Tomasz Konieczny                | Decyzja (większościowa)  | 3     | 3:00 | HFO: Aim High                                    | 13.06.2020 | Warszawa     | K-1 85 kg                                                                            |
| Remis     | 4-4-1  | Mateusz Kubiszyn (4-4)          | Remis (jednogłośna)      | 4     | 3:00 | HFO Spartan Night                                | 20.09.2019 | Jasło        | K-1 85 kg. Po trzech rundach został dodana runda dogrywkowa. Co-Main Event           |
| Wygrana   | 4-4    | Konrad Burliga                  | KO (prawy sierpowy)      | 1     | 0:39 | Battle of Warriors Extra 3                       | 13.04.2019 | Budzów       | Zdobył pas organizacji Battle of Warriors K-1 w limicie wagowym do 81 kg. Main Event |
| Przegrana | 3-4    | Ołeksij Lubczenko (18-5-1)      | Decyzja (jednogłośna)    | 3     | 3:00 | DSF 21: Śląskie Tąpnięcie                        | 30.03.2019 | Mysłowice    | K-1 81 kg                                                                            |
| Wygrana   | 3-3    | Ołeksandr Pawluk                | Decyzja (niejednogłośna) | 3     | 3:00 | DSK: Mecz K-1 - Polska vs. Ukraina               | 05.05.2018 | Lwów         | K-1 81 kg                                                                            |
| Przegrana | 2-3    | Sławomir Przypis                | Decyzja (jednogłośna)    | 3     | 3:00 | MFC 12: Memoriał Dawida Mory                     | 16.09.2017 | Zielona Góra | K-1 81 kg                                                                            |
| Wygrana   | 2-2    | Martin Savicky                  | Decyzja (jednogłośna)    | 3     | 3:00 | Battle of Warriors IV: Polska vs. Słowacja       | 07.08.2016 | Rabka-Zdrój  | Zdobył pas organizacji Battle of Warriors K-1 w limicie wagowym do 75 kg. Main Event |
| Przegrana | 1-2    | Bartłomiej Fryc                 | Decyzja (jednogłośna)    | 3     | 3:00 | Battle of Warriors III: Górale vs. Reszta Polski | 22.08.2015 | Rabka-Zdrój  | K-1 75 kg                                                                            |
| Wygrana   | 1-1    | Kacper Urbańczyk                | Decyzja (jednogłośna)    | 3     | 3:00 | Battle of Warriors Extra 2                       | 21.02.2015 | Budzów       | K-1 75 kg                                                                            |
| Przegrana | 0-1    | Filip Bieniaś                   | Decyzja (jednogłośna)    | 3     | 3:00 | Battle of Warriors Extra                         | 05.04.2014 | Budzów       | K-1 71 kg                                                                            |

## Lista walk w boksie na gołe pięści
| Wynik     | Bilans | Przeciwnik (bilans przed walką) | Rozstrzygnięcie                                                 | Runda | Czas | Rozgrywki                       | Data       | Miejsce | Uwagi                                                                                           |
| --------- | ------ | ------------------------------- | --------------------------------------------------------------- | ----- | ---- | ------------------------------- | ---------- | ------- | ----------------------------------------------------------------------------------------------- |
| Wygrana   | 9-2    | Wasyl Hałycz (7-3)              | KO (ciosy pięściami)                                            | 2     | 1:57 | Gromda 21: Polska siła          | 30.05.2025 | Pionki  |                                                                                                 |
| Wygrana   | 8-2    | Paweł Werszynin (3-1)           | KO (lewy sierpowy)                                              | 2     | 0:51 | Gromda 19: Porachunki           | 13.12.2024 | Pionki  |                                                                                                 |
| Przegrana | 7-2    | Mateusz Kubiszyn (8-0)          | KO (ciosy pięściami)                                            | 4     | 1:56 | Gromda 17: Vabank               | 31.05.2024 | Pionki  | Walka o pełnoprawny pas mistrzowski Gromda w wadze otwartej (open). Main Event                  |
| Wygrana   | 7-1    | Simon Henriksen (1-0)           | KO (lewy prosty i prawy sierpowy)                               | 1     | 0:59 | Gromda 15: Podziemny krąg       | 01.12.2023 | Pionki  |                                                                                                 |
| Przegrana | 6-1    | Mateusz Kubiszyn (6-0)          | RTD (poddanie przez narożnik – wrzucenie ręcznika do ringu)     | 5     | 1:10 | Gromda 13: Don Diego vs. Balboa | 26.05.2023 | Pionki  | Walka o pełnoprawny pas mistrzowski Gromda w wadze otwartej (open). Main Event                  |
| Wygrana   | 6-0    | Łukasz Parobiec (7-3)           | RTD (niezdolność do kontynuowania walki po nokdaunie)           | 5     | 1:21 | Gromda 11: Balboa vs. Goat      | 02.12.2022 | Pionki  | Eliminator półfinałowy do walki o pełnoprawny pas mistrzowski Gromdy – druga część. Main Event. |
| Wygrana   | 5-0    | Mark Godbeer (3-0)              | TKO (ciosy pięściami)                                           | 2     | 0:55 | Gromda 9: Balboa vs. Godbeer    | 10.06.2022 | Pionki  | Zdobył międzynarodowy pas mistrzowski Gromda. Main Event                                        |
| Wygrana   | 4-0    | Dawid Żółtaszek (5-1)           | RTD (ciosy, prawy i lewy sierpowy – poddanie przez narożnik)    | 2     | 0:22 | Gromda 7: Balboa vs. Maximus    | 10.12.2021 | Pionki  | Wielki finał turnieju Gromda nr (III). Main Event                                               |
| Wygrana   | 3-0    | Patryk Tołkaczewski (2-0)       | RTD (niezdolność rywala do kontynuowania walki - kontuzja oka)  | 2     | 0:36 | Gromda 5                        | 07.05.2021 | Pionki  | Turniej Gromda nr (III) – pierwsza część – finał.                                               |
| Wygrana   | 2-0    | Mariusz Kruczek (1-0)           | RTD (niezdolność rywala do kontynuowania walki - kontuzja nogi) | 1     | 2:00 | Gromda 5                        | 07.05.2021 | Pionki  | Turniej Gromda nr (III) – pierwsza część – półfinał.                                            |
| Wygrana   | 1-0    | Michał Walczak (1-0)            | KO (prawy sierpowy)                                             | 1     | 0:38 | Gromda 5                        | 07.05.2021 | Pionki  | Turniej Gromda nr (III) – pierwsza część – ćwierćfinał                                          |

Legenda: TKO – techniczny nokaut, KO – nokaut, DISQ – dyskwalifikacja, RTD – poddanie narożnika, WO – walkower (z różnych powodów np. nieprzystąpienie do walki z powodu kontuzji)